# Toy Boy
Toy Boy — испанский телесериал, выпущенный Atresmedia в сотрудничестве с Plano a Plano для трансляции на телеканале Antena 3. В главных ролях Хесус Москера, Кристина Кастаньо и Мария Педраса. Он был предварительно анонсирован на FesTVal и Atresplayer Premium в сентябре 2019 года перед премьерой на Antena 3, которая состоялась 25 сентября 2019 года.

## Краткий обзор
Уго Бельтран (Хесус Москера) — молодой, красивый и беззаботный стриптизер. Однажды утром он просыпается на яхте после ночи кутежа и вечеринок рядом с трупом сожженного человека, предположительно мужа Макарены Медина, его любовницы (Cristina Castaño). Макарена Медина — зрелая и властная женщина, которая имеет отношения сексуального характера с Уго Бельтраном. Уго не помнит ничего, что произошло в ночь преступления, но он уверен, что не является убийцей, а его подставили, чтобы превратить в преступника и обвинить. После оперативного судебного разбирательства юного парня приговаривают к пятнадцати годам лишения свободы.
Семь лет спустя Триана Марин (Мария Педраса) навещает Уго в тюрьме. Триана молодой адвокат, представляющий крупную юридическую фирму, предлагает ему помочь возобновить дело и попытаться доказать его невиновность в новом судебном процессе. Несмотря на то, что Уго не доверяет этому предложению, Триана добивается отмены обвинительного приговора, освобождает парня из тюрьмы на время испытательного срока в ожидании нового судебного разбирательства, на котором адвокат должна будет доказать невиновность Уго.
Именно с этого момента Триане и Уго приходится работать вместе, чтобы попытаться распутать сложный заговор, в результате которого невинный человек оказался в тюрьме. Их ждут отношения, которые не будут столь легкими, поскольку молодые люди принадлежат противоположным мирам. Она — яркий, трудолюбивый, ответственный юрист со перспективным будущим, а он — хозяин ночи, бывший заключенный, считающийся убийцей, с неудержимой жаждой мести.

## Актёрский состав

### В главных ролях
- Хесус Москера — Уго Бельтран Гонсалес
- Кристина Кастаньо — Макарена Медина де Солис
- Мария Педраса — Триана Марин
- Хосе де ла Торре — Иван
- Карло Костанция — Хайро Сото
- Раудель Рауль Мартиато — Герман
- Хуанхо Алмейда — Андреа Норман Медина
- Хосе Мануэль Седа — Борха Медина де Солис
- Алекс Гадеа — Матео Медина де Солис
- Хавьер Мора — Анхель Альтамира

При участии
- Педро Касабланк — инспектор Марио Сапата
- Элиза Матилла — Мария Тереза Рохас
- Мария Пухальте — Кармен де Андрес
- Олеандр Кальво — Донья Бенинья Рохас Ромеро

### Актёры второго плана
- Карлос Шольц — Оскар
- Ниа Кастро — Клаудия
- Мириам Диас-Арока — куратор Луиза Гутьеррес[2]

### Специально приглашенные звезды
- Синта Рамирес — Люсия
- Вирджил Матет — Филипп Норман

## Выход сериала
Впервые сериал показали на телеканале FesTVal 6 сентября 2019 года и был показан в Atresplayer Premium через два дня, начиная с 8 сентября 2019 года до его выхода. Премьера на Antena 3 состоялась 25 сентября 2019 года. Сериал также доступен по запросу на Netflix, Toy Boy также доступен для просмотра за пределами Испании.

### Критика
Toy Boy получил довольно негативные отзывы от критиков. На «Vertele» — ведущем портале о телевидении, обзорах сериалов и программ, сериал Toy Boy подвергли негативной критике, назвав его «возвращением в прошлое, которое, похоже, было похоронено после сериала „ Кабаре Лолиты“». Хотя «отправная точка была интересной», сериал "не может этого продемонстрировать «. Vertele» также критикует актёрское мастерство Марии Педрасы и Хесуса Москера, а также описывает роль Кристины Кастаньо только как «правильную».
Альбертини из «Эспинофа» также раскритиковал сериал, оценив его на одну звезду из пяти. Он заявил, что ожидал большего от этого сериала от Telecinco, чем от Antena 3. Критик назвал сериал ярким примером того, что он считает «одним из главных смертных грехов». Актёрский состав: красивые лица, которые не имеют понятия о том, как им играть; в дополнение критика сценария: ситуации и сцены, которые играют герои, присутствие эротических элементов и отсутствие необходимой «серьезности, где это необходимо». Альбертино полагает, что лучшими сценами были те, в которых Уго и его друзья пытаются воссоздать «шоу», доставляющее им столько радости в прошлом. Критик добавляет, что сериал был бы намного лучше, если бы речь шла исключительно об этом, и признался, что, если бы он не был произведен Сезаром Бенитесом для Atresmedia, он исключил бы его ещё в самом начале.
Хотя Кристиан Кихорн из FormulaTV раскритиковал продолжительность первой серии, которая длилась 80 минут, несоответствия в сюжете, отсутствие риска в сочетании с элементами эротики и игрой Марии Педраса и Хесуса Москера, он был более позитивным при критике сериала. Он хвалил роль Кастаньо.
Мигель Анхель Родригес также высоко оценил игру Кастаньо и актёров второго плана. Он раскритиковал чрезмерную продолжительность серий (80 минут) и игру стриптизеров «Toy boy», включая игру Москера.